# Mahammad Riza Zunuzi
Mahammad Riza Zunuzi Motlagh (en persa: محمدرضا زُنوزی مطلق‎) es un empresario y director deportivo iraní.
También es propietario de ATA Airlines, Tractor S.C., Tabriz Iran khodro, 30% de las acciones de Tourism Bank, 34% de las acciones de Saman Bank, y fábricas industriales como Investment Company Tabriz steel expansion, Dorpad Tabriz industrial group factory, Yaghout Tabriz industry group factory, Tavangaran Sahand Industrial Group, Tabriz Bonyan Diesel plant, Almas Industrial Group Tabriz, y Investment Training Center Gostar Steel Kosar.